# Unidad de Operaciones Especiales (Serbia)
La Unidad de Operaciones Especiales (en serbio: Јединица за специјалне операције, Jedinica za specijalne operacije), también conocidas por sus siglas JSO, como los «Boinas rojas» (Црвене беретке, Crvene beretke) o «Frenkijevci» —por Franko Simatović— fue una unidad de fuerzas especiales de la policía de élite del Servicio Yugoslavo de Seguridad del Estado (RDB) y posteriormente de Serbia y Montenegro.
El JSO fue creada en 1996 mediante la fusión de los Tigres de Arkan, grupo paramilitar bajo el mando de Željko Ražnatović «Arkan» y Franko Simatović y su incorporación en el sistema de seguridad de la República Federal de Yugoslavia bajo el auspicio de Jovica Stanišić, jefe de la RDB. De 1996 a noviembre de 2001 estuvo formalmente bajo competencia de la RDB. La unidad fue finalmente disuelta en marzo de 2003, después de que el primer ministro de Serbia, Zoran Djindjić fuese asesinado como resultado de una conspiración en la que participaron algunos miembros de la unidad.
Numerosos miembros de la unidad y sus predecesores se han visto implicados, y algunos condenados, por crímenes de guerra durante las guerras yugoslavas, así como por otras actividades criminales. El comandante oficial de la unidad, Franko Simatović, y su eminencia gris Jovica Stanišić (jefe de la RDB durante el régimen de Slobodan Milošević) fueron absueltos en el Tribunal Penal Internacional para la ex Yugoslavia por varios crímenes de guerra. Varios otros miembros están condenados o siendo procesados por el intento de asesinato la autopista de Ibar y por el asesinato de Ivan Stambolić y Slavko Ćuruvija. El JSO también estuvo presuntamente involucrado en casos de crímenes de guerra en la guerra de Kosovo.